# Biała dziura

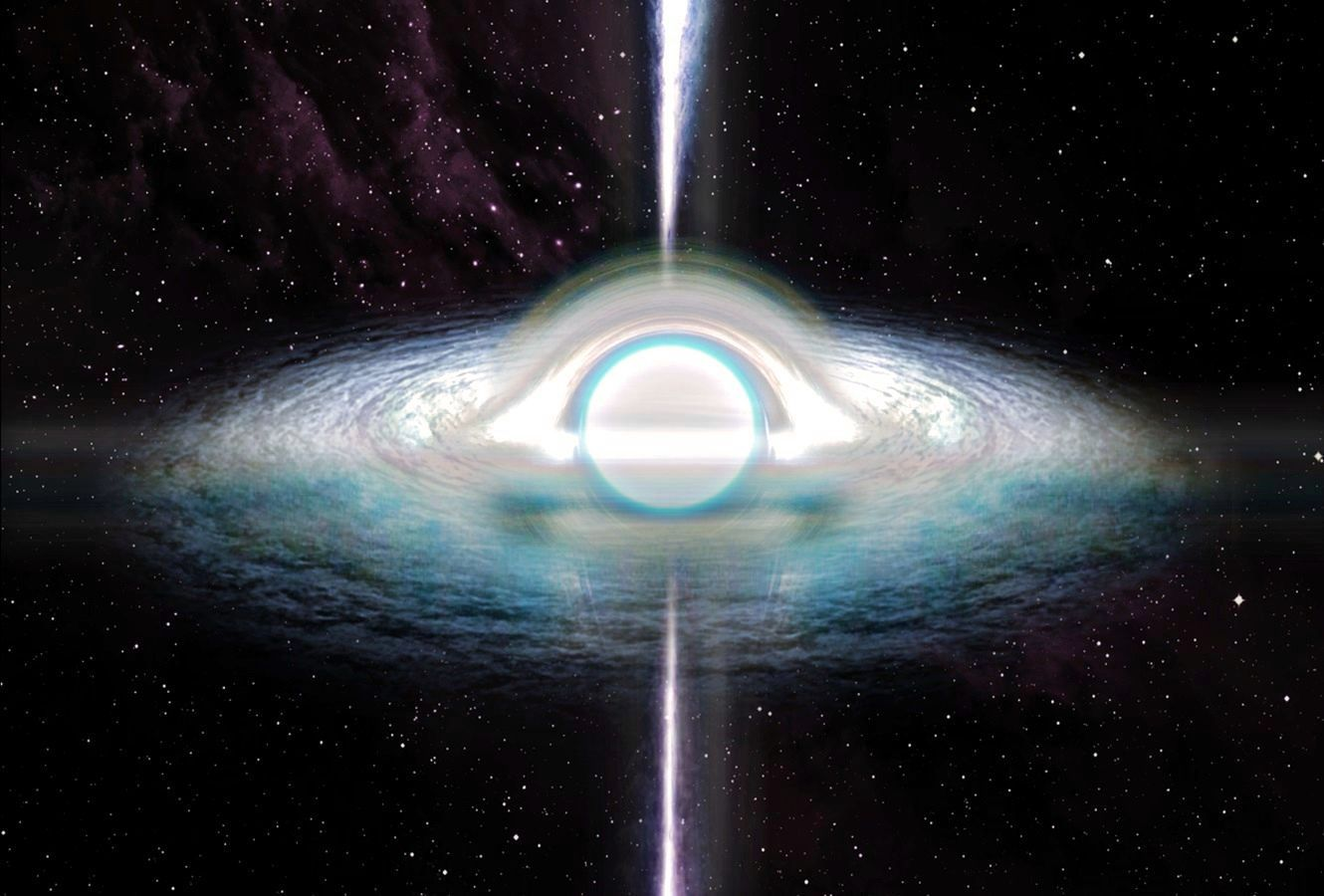
Wizja artystyczna białej dziury

Schemat struktury maksymalnie wydłużonej czasoprzestrzeni czarnej dziury. Kierunek poziomy to przestrzeń, a kierunek pionowy to czas.

Biała dziura – hipotetyczne przeciwieństwo czarnej dziury. Według teorii biała dziura miałaby być obszarem, gdzie energia i materia wypływają z osobliwości. Dotychczasowe badania nie potwierdziły istnienia białych dziur. Niektórzy badacze uważają, że powstanie Wszechświata, czyli Wielki Wybuch, mógł być w istocie przykładem takiego zjawiska. Przypuszcza się, że nawet gdyby te obiekty istniały, to nie byłyby stabilne – przekształcałyby się w czarne dziury.
Po odkryciu kwazarów rozważano, czy za gwałtownym emitowaniem energii pochodzącym z tych obiektów może kryć się działanie białych dziur. Pomimo wielu rozważań teoretycznych większość astronomów podchodziła sceptycznie do tej hipotezy. Podstawową wadą wszelkich dotychczas proponowanych modeli białych dziur jest to, że w obszarze dookoła dziury powinno powstawać bardzo silne pole grawitacyjne.
Zgodnie z teorią, biała dziura wydala to, co pochłonięte zostało przez czarną dziurę. W przypadku zbliżenia się do siebie czarnej oraz białej dziury może powstać między nimi tunel. W 1921 roku ich istnienie zaproponowali Albert Einstein oraz Nathan Rosen (most Einsteina-Rosena – termin utworzony od nazwisk uczonych), którzy prowadzili obliczenia matematyczne opisujące ten hipotetyczny obiekt. W latach następnych most określano jako tunel czasoprzestrzenny, w języku angielskim znany pod nazwą wormhole, czyli „dziura robaka”. Nową nazwę zaproponował amerykański fizyk John Archibald Wheeler, który wraz z innymi fizykami udowodnił, że mosty Einsteina-Rosena są niestabilne.
Jako pierwszy zagadnienie to opracował Fred Hoyle w 1957 roku. Według jednej z teorii grawitacji kwantowej czarne dziury mogą przekształcać się w białe dziury.